# Settime
Settime, (Setmi  en piemontès) és un municipi situat al territori de la província d'Asti, a la regió del Piemont (Itàlia).
Limita amb els municipis d'Asti, Chiusano d'Asti, Cinaglio.
Pertanyen al municipi les frazioni de Meridiana.